# Ріско (Бадахос)
Ріско (ісп. Risco) — муніципалітет в Іспанії, у складі автономної спільноти Естремадура, у провінції Бадахос. Населення — 171 особа (2010).
Муніципалітет розташований на відстані близько 210 км на південний захід від Мадрида, 160 км на схід від Бадахоса.

## Демографія
Динаміка населення (INE ):